# Jim Neu
James A. "Jim" Neu (Brooklyn, 18 november 1943 - aldaar, 19 juli 2010) was een Amerikaans toneelschrijver, die vooral bekend was vanwege zijn eigenzinnige en experimentele stukken, waarvan er veel "Off-Off-Broadway" (in theaters met minder dan 100 zitplaatsen) opgevoerd werden.
Neu verhuisde op zevenjarige leeftijd met zijn familie naar Huntington. Hij studeerde af aan de Academie voor Vrije Kunsten in Oneonta en werd na zijn studie opgeroepen voor militaire dienst. Hij werd tijdens de Vietnamoorlog gestationeerd in Zuid-Korea. In zijn biografie schreef hij dat hij het erg vond om in dienst te moeten, maar blij was dat hij niet in Vietman werd gelegerd.
Na zijn legerdienst verhuisde hij naar de Lower East Side in Manhattan. Op aanraden van een vriend woonde hij er in 1970 een workshop bij met de avant-gardistische theaterdirecteur Robert Wilson. Wilson zocht naar acteurs zonder toneelervaring en zo raakte Neu betrokken bij het werk van Wilson, als uitvoerder en als medewerker voor een aantal stukken. Neu begon vervolgens zelf stukken te schrijven, waarvan er verschillende vertoond werden in de experimentele theaterclub La MaMa van Ellen Stewart. Neu trad regelmatig zelf op in zijn werk en hield van het gebruik van jazzriedels van Duke Ellington en Thelonious Monk.
Hij schreef onder andere de stukken The Floatones uit 1995, Mondo Beyondo uit 1997 en Undercurrent Incorporated uit 1999. In 2001 maakte hij in samenwerking met choreograaf Douglas Dunn het stuk Aerobia, zijn eerste danstheaterproductie, over zes personen in een fitnessclub van de toekomst, waar de mensen naartoe komen om hun "sociomusculariteit" te beoefenen.
In 2008 produceerde hij samen met Keith McDermott, met wie hij vaker samenwerkte, het stuk Gang of Seven. De New York Times schreef over dit stuk dat het "een korte, maar boeiende stortvloed van intrigerende ideeën en duizelingwekkende woordspelingen" was, dat het waard was om vaker te bekijken .
Andrew Horn regisseerde een speelfilm van twee van zijn stukken, Doomed Love in 1983 en The Big Blue in 1988.
Neu overleed in juli 2010 aan longkanker.